# Sarh
Pour les articles homonymes, voir Archambault (homonymie).
Fort-Archambault
Sarh (nommé Fort-Archambault jusqu'en 1972) est une ville du Tchad située dans le Sud du pays, sur le fleuve Chari, à proximité de la frontière avec la République centrafricaine. Avec plus de 110 000 habitants, c'est la troisième ville du Tchad après Ndjamena, la capitale administrative, et Moundou, la capitale économique.
Sarh est le chef-lieu de la région du Moyen-Chari et du département du Barh Kôh.

## Géographie
La ville est située dans le sud du Tchad, au bord du fleuve Chari.
Elle est la troisième ville la plus peuplée du pays. Sa population était de 75 496 habitants lors du recensement de 1993, de 112 674 habitants en 2010, et de 103 269 habitants en 2012.

## Histoire

« Fort Archambault sur le Chari, décembre 1924 »

La ville de Sarh, anciennement Fort-Archambault (du nom d'un officier français à la tête d'une mission française ayant conquis la région), est née d'un village nommé Kokaga, qui existe toujours aujourd'hui (essentiellement peuplé de pêcheurs Niellims, peuple apparenté aux Tounias) situé à une dizaine de kilomètres. Les autochtones sont les Tounia et les Sar (Koukaga).
Le poste de Fort-Archambault est créé en août 1899 par le capitaine Julien qui lui donne le nom d'un jeune officier de sa compagnie qui vient de mourir dans le Haut-Oubangui, Gustave Archambault (1872-1899).
Fort-Archambault est renommé Sarh le 29 juillet 1972, pendant la campagne d'Authenticité.

## Personnalités liées à la ville
- Bourkou Louise Kabo (1934-2019), femme politique tchadienne.
- Félix Malloum (1932–2009), militaire et homme politique tchadien, président de la république du Tchad de 1975 à 1979.
- Abdoulaye Choua Ali (1963-), homme politique et député tchadien.
- Clarisse Nomaye (1973-), avocate, auteure et militante des droits de l’homme.
- Sosthene Moguenara (1989-), athlète.
- Cheik Souleyman (1998-), écrivain poète[6]
- Mahamat Moussa Bezo, chef traditionnel de Sarh urbain[7].

## Économie
La ville de Sarh a une économie tournée vers l'agriculture et dans une moindre mesure la pêche du fait du fleuve Chari qui la traverse.[réf. souhaitée]
Le tissu industriel compte notamment la Compagnie sucrière du Tchad (CST), la Nouvelle Société Textile du Tchad et la CotonTchad.
À l'instar d'autres villes africaines, le secteur informel est très développé à Sarh.

## Patrimoine

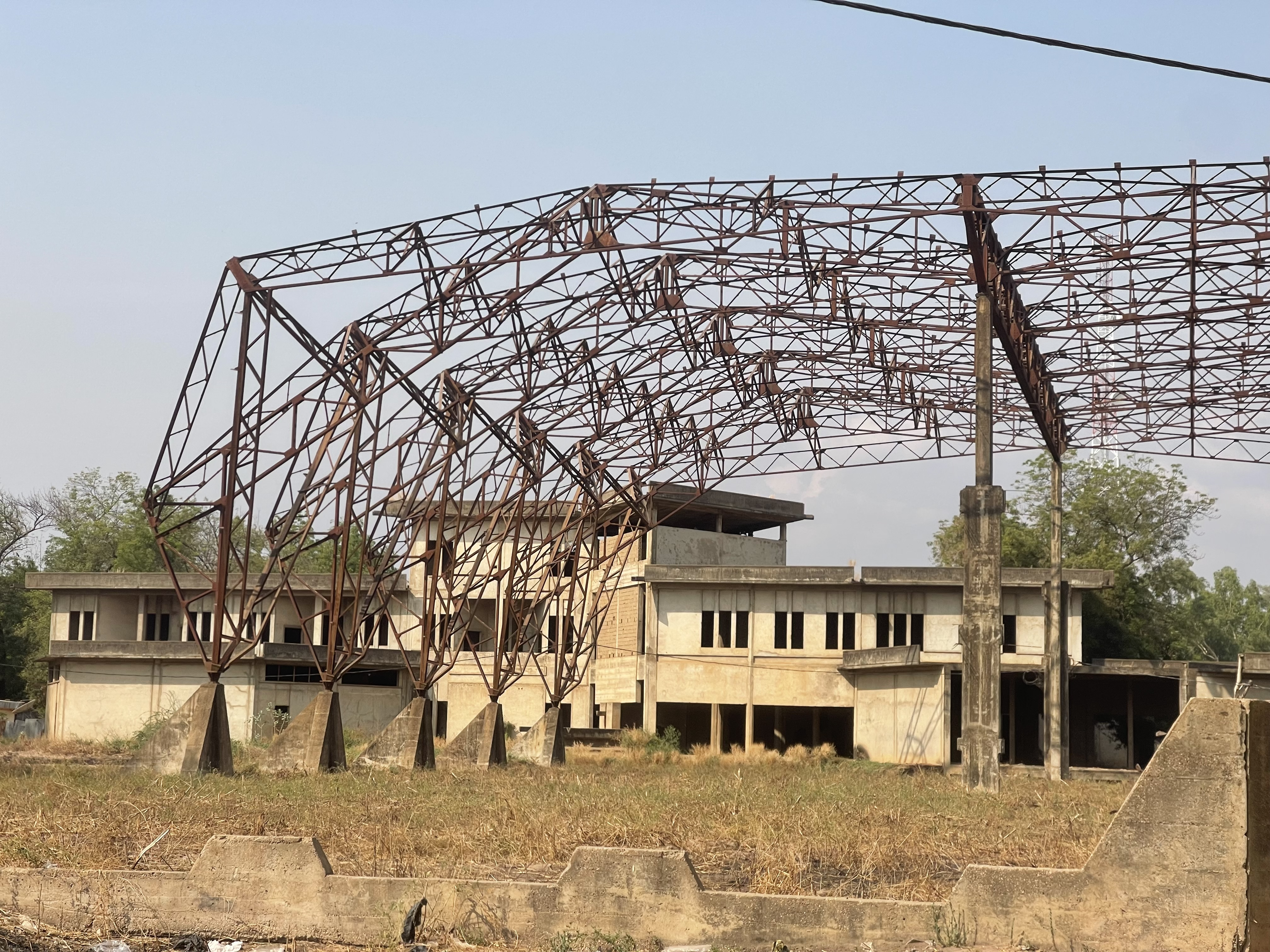
Vue du bâtiment abritant la maison de l'ancien Président tchadienne Ngarta Toumbalbaye.

- Vue du bâtiment abritant la maison de l'ancien Président tchadienne Ngarta Toumbalbaye.Cathédrale Notre Dame de l’Immaculée Conception

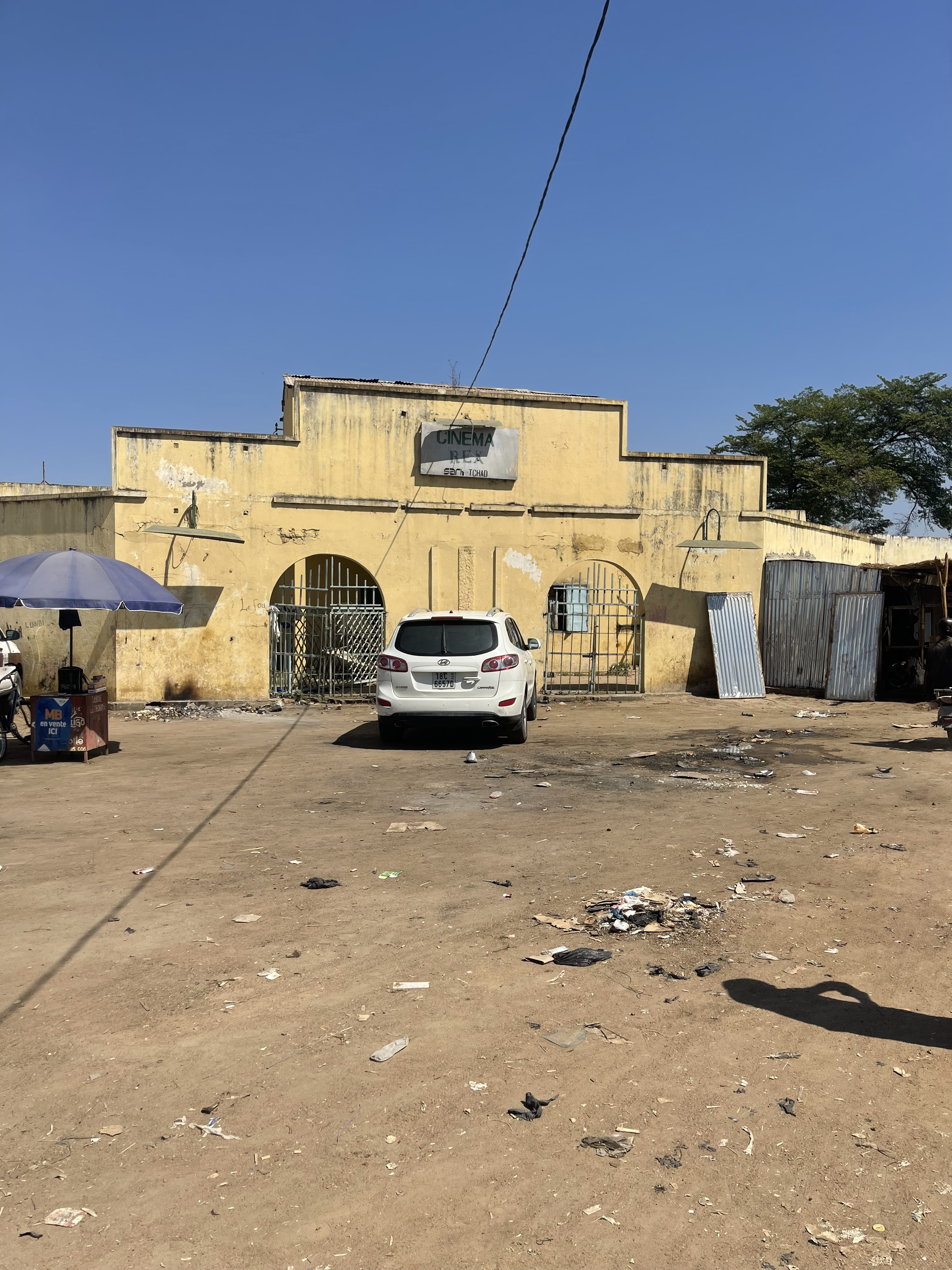
Devanture du cinéma Rix dans la ville de Sarh

- Devanture du cinéma Rix dans la ville de Sarh

## Éducation
Sarh abrite plusieurs établissements scolaires et, depuis 1997, un établissement d'enseignement supérieur.

### Lycées
- Lycée Ahmed Mangué (public)
- Lycée Technique Industrielle (public)
- Lycée Technique Commercial (public)
- Lycée de Begou (public)
- Lycée-Collège Charles Lwanga (privé catholique)
- Lycée-Collège Humanité (Privé protestant Baptiste)
- lycée cheikh hamdan ben Rachid (privé de trois langues)
- Lycée la renaissance arabe
- Lycée moderne de sarh
- Complexe scolaire Cokam

### Instituts de formation
- IUSAE- Institut Universitaire des Sciences Agronomiques et de l'Environnement de Sarh : créé en 1997 devenu Université de Sarh depuis 2010;
- ISMEA- Institut des Sciences du Management et d'Économie Appliquée créé en 2008 avec la collaboration de la mairie de Sarh
- UCL-Université Saint Charles Lwanga

#### Liste des maires
| Période | Maire | Maire                       | Parti | Parti | Période |
| ------- | ----- | --------------------------- | ----- | ----- | ------- |
|         |       | Mme Kabo née Rachel Souidna |       |       |         |
| 2025    |       | Mahamat Boka Ramadan        |       |       |         |

## Jumelage
- Cherbourg-en-Cotentin (France) depuis 2001

## Personnalités liées à Sarh
- Adoum Maurice Hél-Bongo
- Amina Priscille Longoh